# قرار مجلس الأمن التابع للأمم المتحدة رقم 810
قرار مجلس الأمن التابع للأمم المتحدة رقم 810، الذي اتخذ بالإجماع في 8 آذار / مارس 1993، بعد الإشارة إلى القرارين 668 (1990) و745 (1992)، وبعد أن استنكر المجلس استمرار العنف السياسي في كمبوديا في انتهاك لاتفاقات باريس وكذلك اعتداءات واعتقال أعضاء سلطة الأمم المتحدة الانتقالية في كمبوديا، ناقش الانتخابات المقبلة للجمعية التأسيسية، كجزء من عملية المصالحة الوطنية.
وأيد القرار قرار المجلس الوطني الأعلى لكمبوديا بضرورة إجراء الانتخابات في الفترة ما بين 23 إلى 27 أيار / مايو 1993، وأعرب عن ارتياحه لتسجيل الناخبين وحث جميع الأطراف على التعاون مع سلطة الأمم المتحدة الانتقالية في كمبوديا في التحضير للانتخابات. كما دعت سلطة الأمم المتحدة الانتقالية في كمبوديا إلى تهيئة بيئة سياسية محايدة تؤدي إلى إجراء انتخابات حرة ونزيهة والمحافظة عليها، وطلبت إلى الأمين العام بطرس بطرس غالي إبلاغ مجلس الأمن بهذه التحضيرات بحلول 15 أيار / مايو 1993.
وفي مخاطبة الأحزاب الكمبودية، بما في ذلك فنسينبك، وجبهة التحرير الوطنية الشعبية الخميرية، وحزب كمبوتشيا الديمقراطي وحزب دولة كمبوديا، دعا المجلس الجميع إلى المساعدة على خلق التسامح للمنافسة السياسية السلمية، مع مراعاة حرية التعبير والتجمع والتنقل والصحافة وتؤكد للشعب الكمبودي أن الاقتراع سيكون سرا. كما طالب جميع الأطراف بوضع حد لأعمال العنف ولجميع التهديدات والتخويف التي ترتكب لأسباب سياسية أو عرقية واحترام اتفاقيات باريس الموقعة عام 1991.
ثم أعرب المجلس عن ثقته في قدرة سلطة الأمم المتحدة الانتقالية في كمبوديا على إجراء انتخابات حرة ونزيهة واستعدادها لتأييد نتائج الانتخابات شريطة أن تصدق عليها الأمم المتحدة بأنها حرة ونزيهة. كما أقر بأن الكمبوديين يتحملون مسؤولية الموافقة على الدستور وتشكيل الحكومة في غضون ثلاثة أشهر من الانتخابات.
واختتم القرار بالترحيب بقرار المجلس الوطني الأعلى لحماية الموارد الطبيعية، مطالبا جميع الأطراف بضمان سلامة أفراد سلطة الأمم المتحدة الانتقالية في كمبوديا ووقف الترهيب وطلب من بطرس غالي أن يقدم تقريرا عن أي تدابير أخرى ضرورية لضمان إعمال اتفاقات باريس.

## روابط خارجية
- نص القرار في undocs.org